# Cantamayec
Cantamayec är en kommun i Mexiko.   Den ligger i delstaten Yucatán, i den östra delen av landet, 1 100 km öster om huvudstaden Mexico City. Antalet invånare är 2 407. Arean är 502 kvadratkilometer.
Terrängen i Cantamayec är mycket platt.